# Sílvia Quer
Sílvia Quer   (Barcelona, 25 d'agost de 1962) és una directora de televisió i cinema catalana. Inicià la seva carrera a Televisió de Catalunya (TV3) en produccions com Poblenou, Secrets de família, Laberint d'ombres o Nissaga de poder. El 2004 va debutar al cinema amb Febrer. El 2018 va guanyar el Gaudí a la millor pel·lícula per televisió amb La llum d'Elna, un telefilm sobre la història de la Maternitat d'Elna.

## Biografia
Va estudiar direcció d'actors a l'Escola Internacional de Cinema i Televisió de San Antonio de los Baños, Cuba. El 1990 va començar a realitzar programes d'entreteniment, infantils: disseny i realització en l'inici del programa Super3, Premi Nacional de Televisió. El 1993 passa a dirigir sèries dramàtiques per a la mateixa cadena de televisió.
Directora de capítols de sèries televisives com Poble Nou (1994), Secrets de família (1995), Laberint d'ombres (1998), Nissaga de poder, Nissaga, l'herència, Majoria absoluta (2002), 50 anys de… (2009). Els telefilms Valeria (2000), premiada al Festival de Biarritz; L'estratègia del cucut (2001), Carlos, príncep de Viana (2001), sobre Carles IV de Navarra, premiada en el Festival de Venècia i Sara (2003). El 2006, debuta al cinema amb Febrer.
Els seus següents treballs són, novament, telefilms. El 2005 realitza Maria i Assou. Dos anys després filma Pacient 33 (2007), amb Juanjo Puigcorbé. El 2009, dirigeix 23-F: el dia més difícil del Rei (2009), per a TVE i TV3, sobre l'intent de cop d'Estat, premiada entre d'altres amb el premi Ondas, el Premi Nacional, i el Gaudí a la millor mini-sèrie; La otra ciudad (2009), per a TVE i TV3, drama interpretat per Tristán Ulloa. El 2010, dirigeix Operación Jaque (2010) per a TVE, mini-sèrie sobre el segrest i rescat d'Íngrid Betancourt, mini-sèrie que va ser nominada als premis International Emmy el 2011 i premiada amb el Fipa d'or a la millor mini-sèrie en el Festival de Biarritz. Col·labora amb Bambú Produccions dirigint Gran Reserva (2011), Gran Hotel (2012), Velvet (2013) i Sota Sospita (2014). De nou a Barcelona dirigeix La Xirgu (2015), amb Laia Marull de protagonista. Sé quién eres, per a Mediaset, premi Ondas 2017; La llum d'Elna (2016) per a TV3, TVE i RTS. També el 2016 dirigeix el documental Terra cremada, sobre la figura de Miquel Serra Pàmies, que va evitar la destrucció de Barcelona. El 2017 roda De la ley a la ley, per a TVE, sobre la figura de Torcuato Fernández-Miranda.
Compagina el seu treball de direcció amb la realització d'espots publicitaris i la docència en diferents parcel·les de l'audiovisual i d'actors. Des del juny de 2021 forma part de la nova Junta de l'Acadèmia del Cinema Català, presidida per la directora Judith Colell i Pallarès.

## Filmografia
- 1995-1997: Estació d'enllaç (26 capítols)
- 1996: Nissaga de poder (5 capítols)
- 1994: Poblenou (58 capítols)
- 1994: Xooof! (Sèrie de TV)
- 1995: Rosa  (Sèrie de TV) (1 episodi)
- 1995: Secrets de família (Sèrie de TV) (5 episodis)
- 1998: Laberint d'ombres (Sèrie de TV) (16 episodis)
- 1999-2000: Nissaga l'herència (Sèrie de TV) (2 episodis)
- 2001: L'estratègia del cucut (Telefilm)
- 2001: Carles, príncep de Viana (Telefilm)
- 2001: Valèria (Telefilm)
- 2002: Majoria absoluta (Sèrie de TV) (1 episodi)
- 2003: Sara (Telefilm)
- 2004: El reencuentro (Telefilm)
- 2004: Febrer
- 2005: Maria i Assou (Telefilm)
- 2007: Catalònia terra de tots  (Telefilm)
- 2007: Pacient 33  (Telefilm)
- 2009: 50 años de (Sèrie de TV) (1 episodi)
- 2009: 23-F: El día más difícil del Rey (Mini-sèrie TV) (2 episodis)
- 2009: L'altra ciutat (Telefilm)
- 2010: Gavilanes (Sèrie de TV) (1 episodi)
- 2010: Operación Jaque, sobre el segrest d'Íngrid Betancourt[4](Mini-sèrie TV) (2 episodis)
- 2011-2013: Gran Hotel (Sèrie de TV) (14 episodis)
- 2011: Gran Reserva (Sèrie de TV) (2 episodis)
- 2014: Un cuento de Navidad (Telefilm)
- 2015: La Xirgu (Telefilm)
- 2017: De la ley a la ley (Telefilm)
- 2017: Sé quién eres (Sèrie de TV) (2 episodis)
- 2017: La llum d'Elna (Telefilm)
- 2017: La dona del segle (Telefilm)[5]
- 2018: Terra Cremada  (Telefilm documental)
- 2019: Élite (Sèrie de TV)